# 卡列尼夫卡
49°13′46″N 29°40′12″E / 49.22944°N 29.67000°E
卡列尼夫卡（烏克蘭語：Каленівка），是烏克蘭的村落，位於該國西南部文尼察州，由文尼察區負責管轄，始建於1880年，面積0.63平方公里，海拔高度246米，2001年人口66，人口密度每平方公里104.76人。